# Royal Institute of British Architects

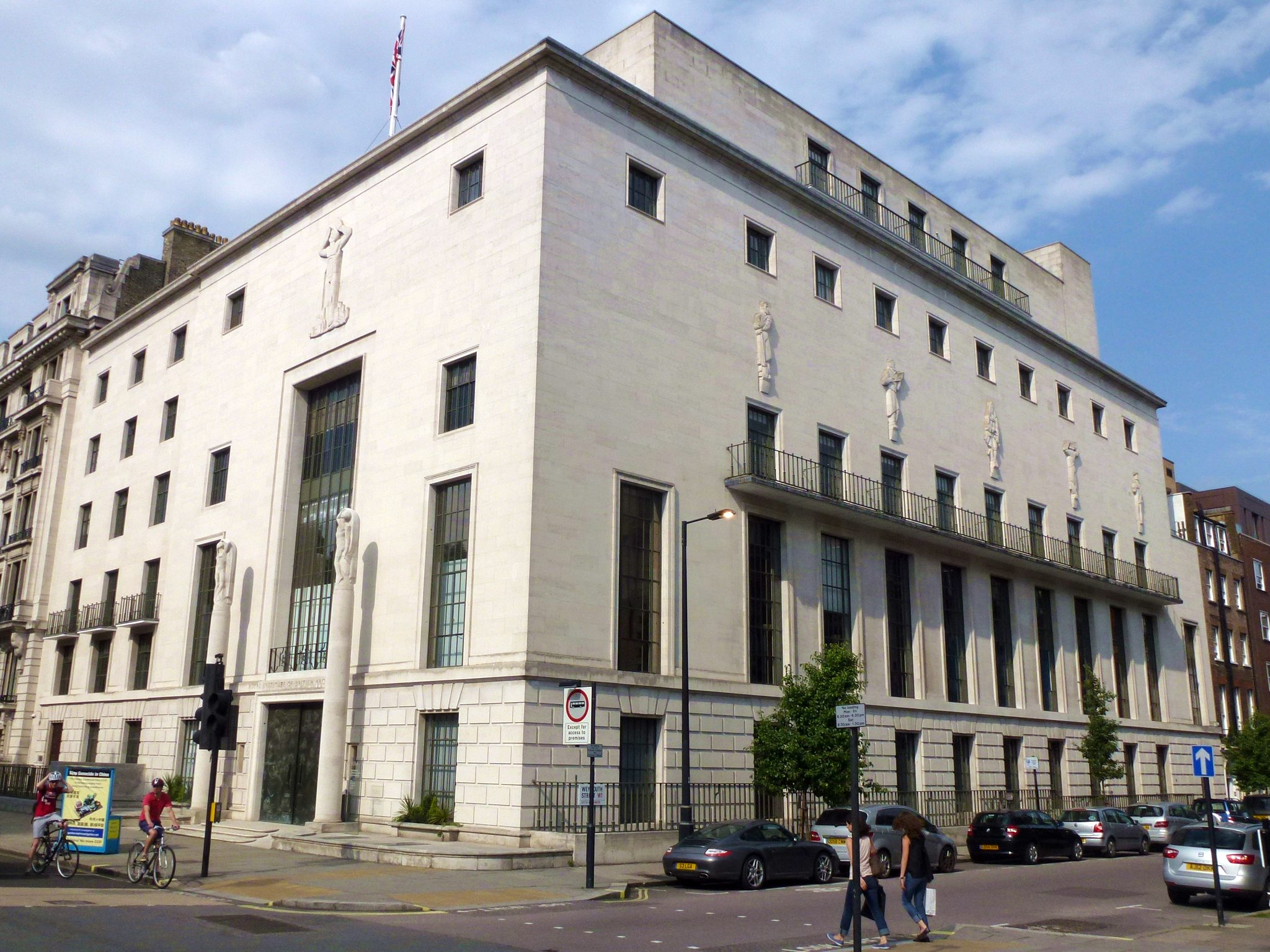

Il Royal Institute of British Architects è un'organizzazione professionale per architetti nel Regno Unito.
Chiamato originalmente Institute of British Architects in London, fu fondato nel 1834 da vari famosi architetti, tra cui Philip Hardwick, Thomas Allom, William Donthorne, Thomas Leverton Donaldson and John Buonarotti Papworth. Ogni anno consegna il Premio Stirling per premiare talenti ed eccezionalità distintisi nello studio dell'architettura. Si tratta del premio più importante e ambito nel panorama dell'architettura inglese, che gode di una elevata risonanza europea e internazionale. Il premio è conferito ogni anno dopo un'attenta e severa selezione, che prevede la visita dei giurati di ogni singolo progetto pre- qualificato.

## Il premio RIBA
Nel 2013 è stato insignito del premio RIBA (President's Awards for Outstanding University-located Research) l'architetto inglese Adrian Forty per Concrete and Culture, a Material History uno studio sulla storia, l'estetica e il significato culturale del calcestruzzo come materia di costruzione. 

## L'acronimo FRIBA
L'acronimo FRIBA, che viene posto dopo il nome di illustri architetti, significa "Fellow of Royal Institute of British Architects" ovvero "membro del Royal Institute of British Architects".